# يابوس (السودان)
يابوس هي بلدة في ولاية النيل الأزرق في جنوب شرق السودان، بالقرب من الحدود مع إثيوبيا وجنوب السودان، تقع علي نهر يابوس. نشطت عدة منظمات إنسانية في المنطقة منها منظمة GOAL الأيرلندية وROOF الكينية. منطقة القرية متنازع عليها بين السودان وجنوب السودان، في مايو 2011 أفادت الأخبار أن الجيش الشعبي لتحرير السودان احتل يابوس في مايو 2011. رد الجيش السوداني على هذه الأنباء بتهدد باحتلال المنطقة، لذا اضرت المنظمات الإنسانية إلى الخروج من المنطقة.
القرية مرتبطة بطريق بري طوله 80 كم بمدينة الكرمك السودانية، غير أن هذا الطريق لا يمكن استخدامه إلا في موسم الجفاف. كما يوجد فيها مهبط للطائرات لم يستخدم منذ زمن.